# Поділи Люксембургу

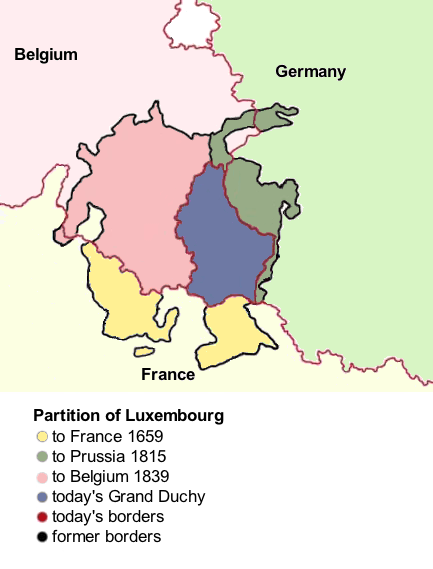
Мапа поділів Люксембургу між Францією, Німеччиною та Бельгією

Між 1659 та 1839 роками відбулося три поділи території Люксембургу. Протягом 180 років територія герцогства зменшилася з 10700 км² до 2586 км². Території відійшли Франції, Німеччині та Бельгії. Прикордонні з Люксембургом країни намагалися домогтися повної анексії герцогства, але жоден з цих планів так і не був реалізований. Також не увінчалися успіхом і реваншистські спроби повернути назад процес втрати Люксембургом своїх територій.

## Перший поділ
Перший поділ Люксембургу стався у 1659 році в період особистої унії Герцогства Люксембург з Іспанією. В ході воєнних дій Франція і Англія захопили основну частину території Іспанських Нідерландів. За Піренейським миром Франція отримала територію Люксембургу з фортецями Стене, Тьйонвіль і Монмеді. Загальна площа територіальних придбань Франції склала 1060 км², що становило десяту частину площі Люксембургу.

## Другий поділ
В роки Французьких революційних воєн Люксембург був анексований Францією і став частиною департаменту Форе. Після поразки Наполеона Люксембург було звільнено, але статус герцогства повинен був вирішитись на Віденському конгресі. На Віденському конгресі Люксембург отримав статус Великого герцогства, перейшов у володіння Оранської династії в особі Віллема I. Пруссія розмістила свої війська в Люксембурзі, приєднала до себе Бітбург, Нойербург, Санкт-Віт, Шлайден, Ваксвайлер і навколишні території. Також Люксембург увійшов до Німецького союзу.
В ході другого поділу від Люксембургу була відторгнута територія з площею 2280 км² і з населенням 50 000 чоловік.

## Третій поділ
Найбільша територіальна втрата сталася у 1839 році за Лондонським договором. Під час Бельгійської революції франкомовне населення Люксембургу, незадоволене політикою Віллема I, приєдналося до повстанців і контролювало більшу частину Великого герцогства. Єдиним містом, яке не перейшло під контроль Бельгії, була столиця — місто Люксембург.
До підписання Лондонського договору було кілька варіантів вирішення статусу територій Великого герцогства. Люксембург міг залишитися в особистій унії з Нідерландами, але бельгійський король Леопольд I відхилив цю пропозицію. 15 листопада 1831 року було вирішено, що основна, франкомовна частина Великого герцогства переходить Бельгії, а місто Люксембург і навколишні території повинні залишитися за Віллемом I і увійти до Німецького союзу. Віллем I відмовився підписати таку угоду, і протистояння тривало ще кілька років. Зрештою нідерландський король був змушений піти на поступки і у 1839 році підписати договір.
Згідно з Лондонським договором, Бельгії відійшли міста Арлон, Бастонь, Обанж, Дюрбюї, Марш-ан-Фамен, Віртон, Ньошато.
За третім поділом Люксембург втратив 65 % своєї території. Бельгії відійшла територія площею 4730 км² і 175 000 чоловік, що складало половину всього населення Люксембургу.